# 第10特殊任務支隊
マクシム・シャポヴァル少将記念第10特殊任務支隊（マクシム・シャポヴァルしょうしょうきねんだい10とくしゅにんむしたい、ウクライナ語: 10-й окремий загін спеціального призначення (10 ОЗСпП)、軍事部隊A2245）は、ウクライナ軍の精鋭特別目的部隊である特別偵察部隊。 
2016年現在、ウクライナ国防省情報総局（GUR）の第4特別情報局に直接従属する唯一の部隊組織である。 

## 歴史
ウクライナの愛国者、退役軍人、そしてアフガニスタン戦争の伝説的存在であり、ソ連の英雄であるヤロスラフ・ホロシュコ中佐は、GURの特殊部隊創設の原点に立っている。
本隊はウクライナの国境外に即時展開できる唯一の部隊である。国防省GURの特殊部隊は、国境外のウクライナの利益を守り、国外の国民の安全を確保するために幅広い任務を遂行している。この部隊は士官のみで構成されており、そのほとんどが戦闘経験を持っている。分遣隊の特殊部隊戦闘員は潜水、パラシュート降下、山岳訓練を受けている。部隊の活動は機密扱いとなっている。
分遣隊の既知の作戦には次のようなものがある:
- トゥーズラの紛争中にロシアのGRU部隊が占領したクリミアのケルチ交差点の奪還

### ウクライナ東部での戦争
ロシア侵略の初期から、この部隊は敵の破壊活動・偵察グループに対抗し、敵陣の背後で特殊作戦を遂行することに積極的に参加した。
支隊の参加により、2015年にGRUの第3独立親衛特殊任務旅団の戦闘員がシュチャスト近郊で捕らえられた。

この支隊はロシアの武力侵略に関する証拠の収集に直接参加した。
| 「 | ウクライナがハーグでロシアの武力侵略への関与に関する立場を実証できたのは彼のおかげであり、それ以前は外交ルートや同盟国の諜報機関との情報交換ルートを通じてそのような文書化された事実すべてを提供していた。 | 」 |

占領地の奥深くで偵察が行われた。ロシアの砲兵、特に長距離砲の配備に関する適時通告に関連した個別の偵察活動により、ウクライナ軍と民間人の損失が大幅に減少したと報告されている。
ユーリー・ブトゥーソフによると、2017年6月7日に占領下のドンバスで、ウクライナ軍事諜報部の特殊部隊が、ロシア連邦保安局の「ペナント」特殊部隊の主要職員の一人でウクライナでのテロ行為を組織する責任者であったチェルカシン・ユーリー・ミハイロヴィチ大佐を粛清したという。
2017年6月24日、支隊の参加により、ロシアの幹部将校であるオレクサンドル・シチェルバ大尉率いる破壊工作・偵察グループが壊滅した。グループの指揮官と狙撃兵1人が接近戦で排除され、さらに4人の破壊工作員が拘束された。拘束者の1人は契約に基づいて勤務していたロシア軍人のヴィクトル・アゲエフであり、InformNapalmの調査によると、アゲエフはGRU第22独立親衛特殊任務旅団の偵察隊員であったという。
2017年9月7日、ウクライナの軍事諜報活動の日に、情報総局の特殊部隊にマクシム・シャポヴァル少将の名前を名誉称号として授与。
この部隊の戦闘員は、2022年のロシアのウクライナ侵攻中にホストメリ近郊での戦闘に参加した。

### 海外での展開

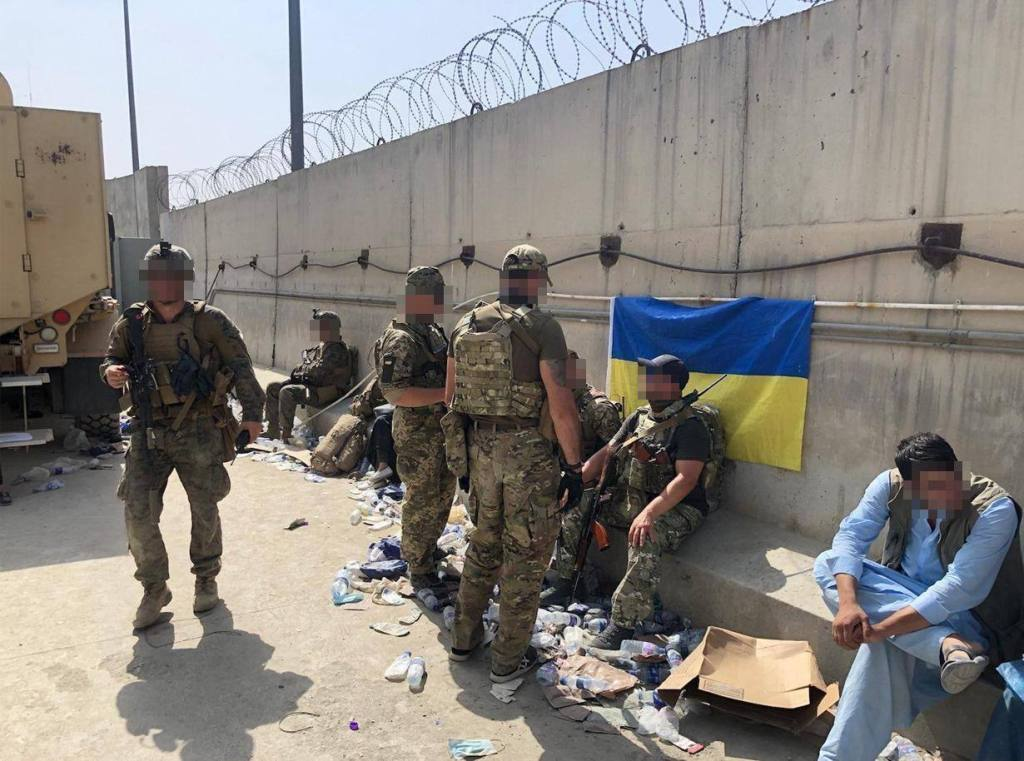
カブール空港のGUR部隊

2009年のファイナ占領時にソマリア沖の海賊に身代金を届けた。
2021年8月18日、国防省のGUR特殊部隊を乗せたウクライナ空軍第25輸送航空旅団のIl-76-MD軍用輸送機が、ウクライナ国民と外国人を避難させる使命を帯びて、ボルィースピリ空港の軍事部門からアフガニスタンのカブールへ飛行した。特殊部隊が1日に3～4回街に赴いて避難する国民を見つけてカブール空港に連れて行った。旅団の航空機は合計6回の飛行を行い、約700人の各国国民をカブールから避難させた。

## 指揮
- Горошко Ярослав Павлович中佐（1993—1994）
- Галва В'ячеслав Анатолійович大佐（????—2010）
- マクシム・シャボワル大佐[21][22]（2013[23]—27.06.2017†）[24][25][注釈 1]

## 損失

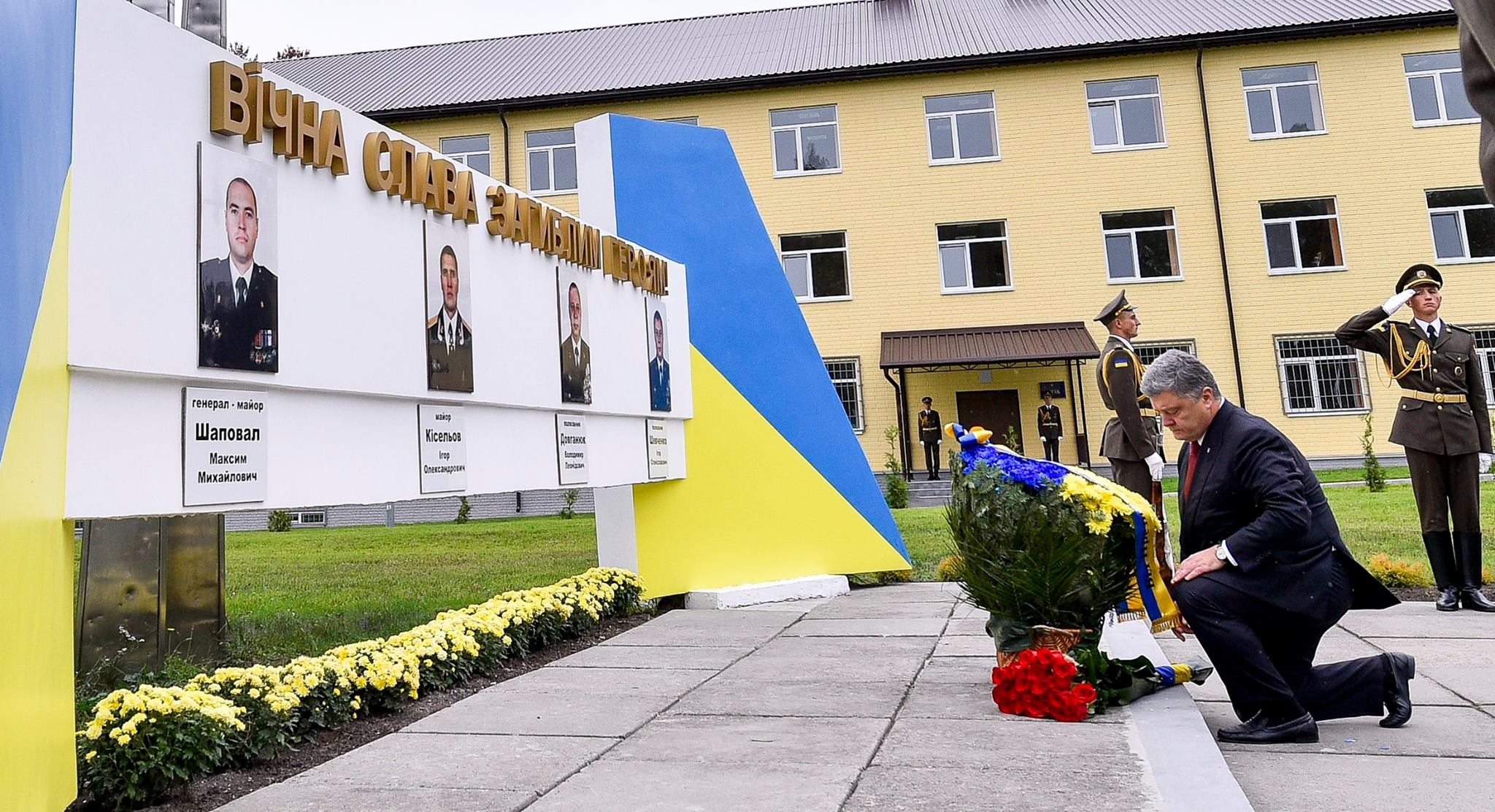
石碑

2017年9月7日の時点で、部隊の駐屯地にある石碑には、戦死した4人の軍人の記憶が不滅のものとして刻まれている:
- マクシム・シャボワル
- Кісельов Ігор Олександрович
- Довганюк Володимир Леонідович
- Шевченко Ігор Станіславович